# 早出一真
早出 一真（そうで かずま、1971年〈昭和46年〉12月3日 - ）は、日本の政治家。長野県岡谷市長（1期目）。

## 来歴
長野県岡谷市出身。長野県下諏訪向陽高等学校卒業。民間企業勤務を経て、塗装業を営む。2015年、岡谷市議会議員選挙に立候補し、トップ当選する。 2019年の市議会議員選挙でもトップで再選する。 市議は2期務め、
議会運営委員会委員長などを歴任した。また、2020年から3年間はTOKYO自民党政経塾に入塾した（15、16、17期卒）。
2023年の市議選には不出馬。同年6月、岡谷市長今井竜五が4期での引退を表明。早出は9月の市長選挙に立候補を表明、市長選挙はほかに元市議2人が立候補し、3人の争いとなり、16年ぶりの選挙戦となった。選挙の結果、早出が当選し、3人の争いを制した。当日有権者数：39,392人（男性19,357人、女性20,575人）。投票率：53.18%（－4.61pts）。得票数は早出：9,408票、武井友則：7,257票、中島保明：4,226票。